# Cleofrades

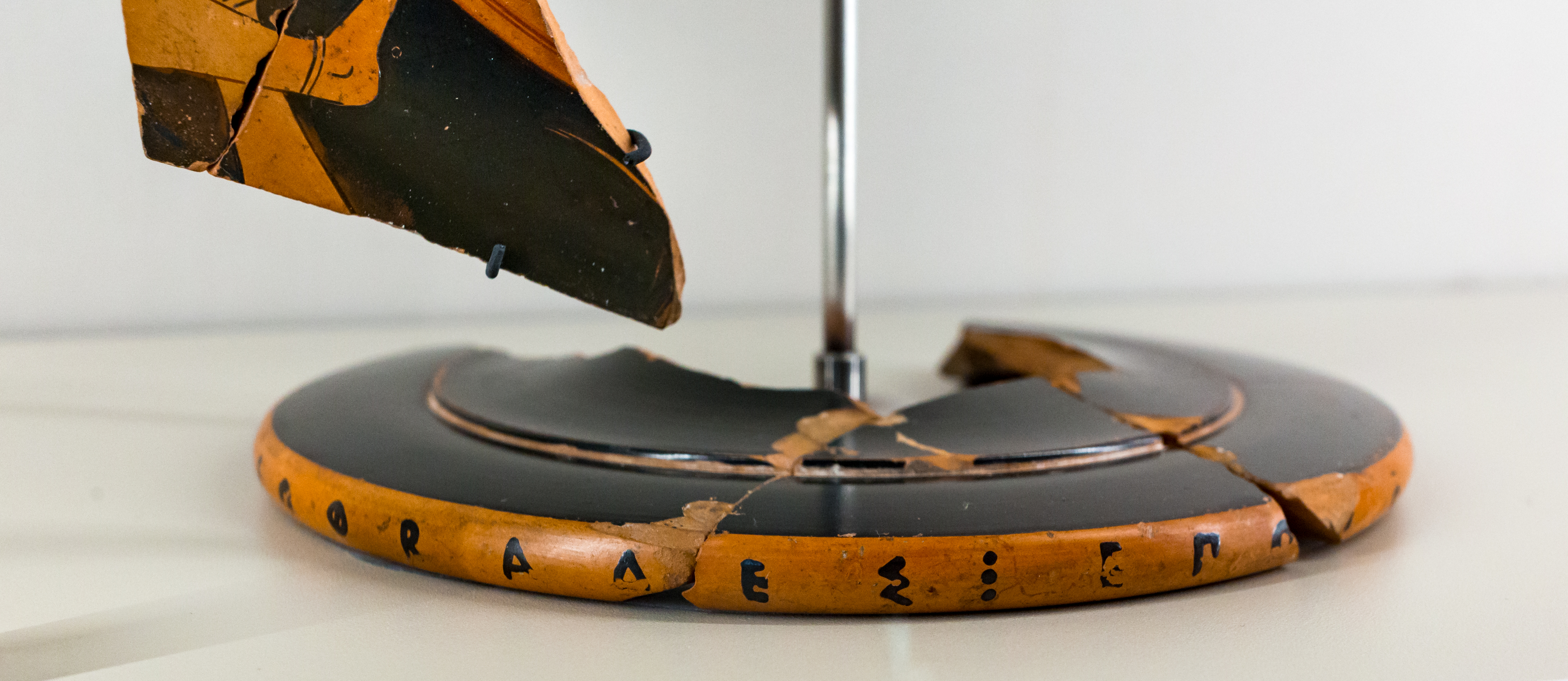
La firma de Cleofrades en el pie de un fragmento de un kílix, c. 500–490 a. C.: ΚΛΕΟΦΡΑΔΕΣ ΕΠΟΙΕΣΕΝ ΑΜΑΣ...Σ. París, Bibliothèque nationale de France, Département des monnaies, médailles et antiguedades (Cabinet des Médailles) 535.

Cleofrades (en griego antiguo: Κλεοφράδης, romanizado: Kleofradēs) fue un alfarero griego antiguo de la primera mitad del siglo V a. C., que hacía cerámica ática de figuras rojas. Vivió en la Atenas a finales del período arcaico alrededor del 490 a. C. El padre de Cleofrades era el alfarero Amasis. Esto se sabe porque firmó tres de sus obras como «Cleofrades, hijo de Amasis», posiblemente heredó el taller de su padre.
Los vasos de Cleofrades fueron pintados, entre otros, por Duris  y el Pintor de Cleofrades, que tomó su nombre de Cleofrades. Fabricó tres vasos, de los cuales han sobrevivido varias docenas de fragmentos. Dos de sus firmas se conocen desde hace mucho tiempo. La primera, hallada en Tarquinia en 1829, se encuentra en el pie de una copa de figuras rojas (kílix) (llamada así en honor al Pintor de Cleofrades, considerado uno de los pintores de vasos más importantes.
En la copa de Berlín, Cleofrades firma como alfarero sin patronímico (ΚΛΕΟΦΡΑΔΕΣ ΕΠΟΙΕΣΕΝ - «Cleofrades lo hizo»), pero en la copa de París en el "Cabinet des Médailles" está la firma "ΚΛΕΟΦΡΑΔΕΣ ΕΠΟΙΕΣΕΝ" y luego la inscripción dañada "ΑΜΑΣ ..... Σ" (AMAS ..... S), cuyo significado no ha sido claro para los eruditos. El arqueólogo alemán Eduard Gerhard creía que a la firma del alfarero Cleofrades le seguía la del Pintor de Amasis, pero Heinrich Brunn rechazó esta suposición, ya que la última letra de la inscripción era claramente sigma, lo que descartaba el verbo "egrafsen" ("pintado"). Sin embargo, en 1888 el historiador de arte Jan Six planteó la hipótesis de que esta inscripción podría ser un patronímico «hijo de Amasis». Esto se confirmó unos años más tarde cuando el Museo Getty (J. Paul Getty Museum, 83, Malibú) adquirió una copa fragmentaria de figuras rojas, pintada por Duris alrededor del 490 a. C., que llevaba la firma completa del alfarero Cleofrades en la parte inferior intacta del fuste KLEOPHRADES: ΕΠΟΙΕΣΕΣ: ΑΜΑΣΙΣΟΣ  («Cleofrades es hijo de Amasis»).  Este kylix fragmentario (tipo B) tiene un tondo conservado (el diámetro del tondo es de hasta 24,1 cm, era un kílix más grande que los producidos por otros alfareros de ese período). El tondo representa a un hombre barbudo de pie, envuelto en un himatión, frente a un joven sentado que inclina la cabeza tristemente. Aunque la pose del joven recuerda a Aquiles, conocido por otras representaciones en vasos de figuras rojas, la esponja, el estrígil y el aríbalo colgados en la pared detrás de ellos sugieren que la escena probablemente representa un cortejo en un entorno de palestra.
En ocasiones también se ha considerado que el alfarero Cleofrades y el Pintor de Cleofrades eran la misma persona. El alfarero y el pintor no solían ser la misma persona, aunque probablemente ambas operaciones se realizaban en el mismo taller. Generalmente se trataba de pequeños talleres familiares.